# Restitutie (museologie)

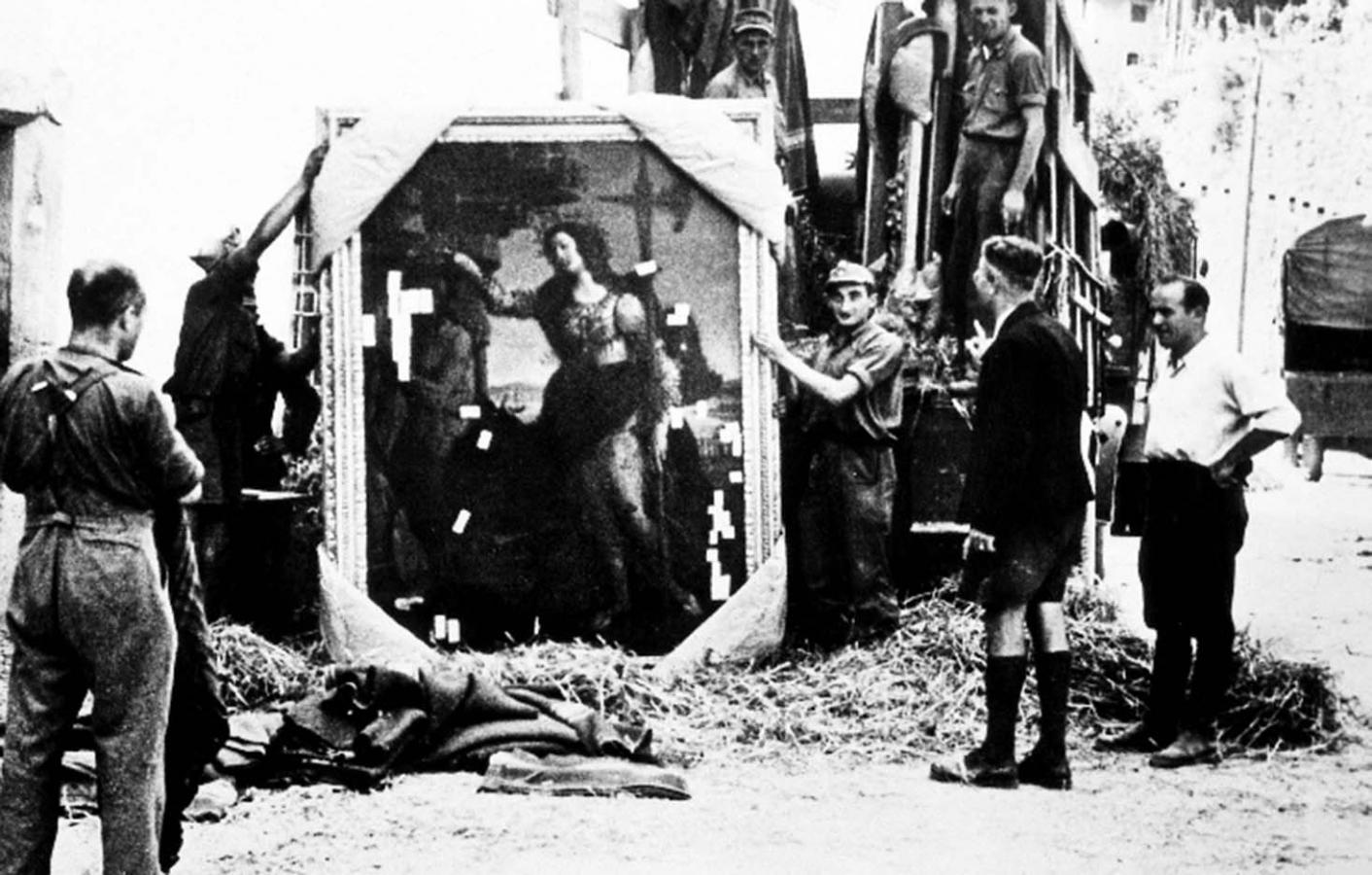
Nazi’s tonen Botticelli's meesterwerk Pallas en de Centaur dat zij uit de Galleria degli Uffizi in Florence hebben geroofd

Binnen de museologie wordt de term restitutie (Latijn: restitutio, herstel, Engels: return) gebruikt in discussies over het retourneren van gestolen cultuurgoederen of cultuurgoederen die zijn geplunderd in oorlogstijd (roofkunst).
Restitutie impliceert onrechtmatigheid. De term wordt afwisselend gebruikt met termen als teruggave en repatriëring. De drie termen hebben echter allemaal een specifieke connotatie. Zo is restitutie een juridisch concept, terwijl teruggave en repatriëring ethische concepten zijn. Voor restitutieverzoeken dienen in principe de normale nationale rechtswegen te worden bewandeld. In Nederland en België is het burgerlijk recht van toepassing. Voor hedendaagse roofkunst zijn er bovendien een aantal internationale verdragen die een juridisch kader bieden voor restitutie. Voor naziroofkunst en roofkunst uit een koloniale context schiet nationaal en internationaal recht echter tekort. Het nationaal recht in Nederland en België is door het verjaringsprincipe niet meer van toepassing, terwijl relevante internationale verdragen geen terugwerkende kracht kennen. In veel andere landen is de rechtssituatie rond restitutie vergelijkbaar.

## Restitutie van hedendaagse roofkunst

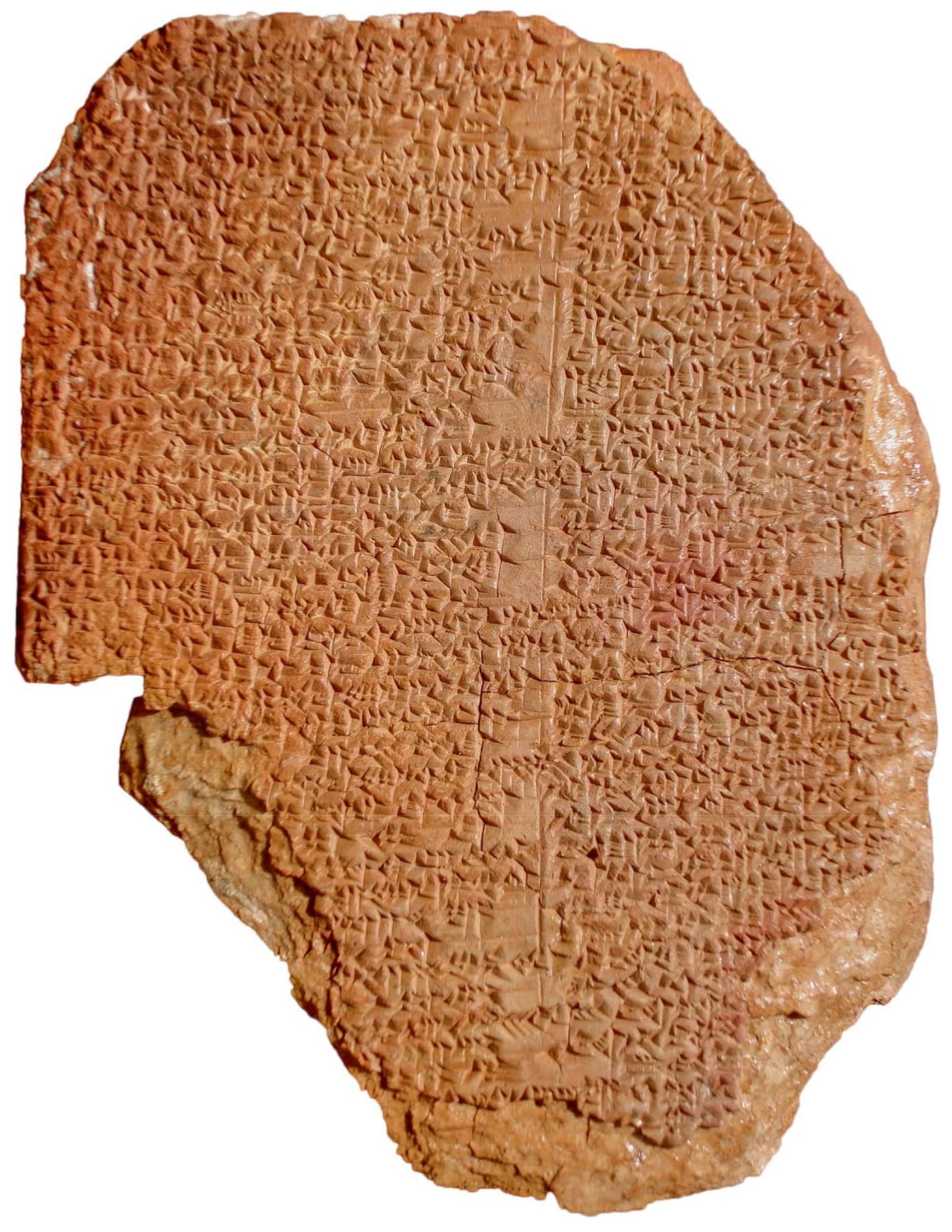
Gilgamesj-kleitablet dat in 2021 door de VS aan Irak werd gerestitueerd

Hedendaagse roofkunst is kunst die ‘nu’ wordt ontvreemd en illegaal verplaatst. Ze omvat kunst en antiquiteiten van alle tijden. Na de Tweede Wereldoorlog ontstond er internationaal behoefte aan het beter beschermen van cultureel erfgoed en het reguleren van de illegale handel in antiquiteiten. De discussies hieromtrent resulteerden in 1970 in de UNESCO-conventie inzake illegale handel in culturele goederen (UNESCO-verdrag). Een nadeel van het Verdrag is dat het geen terugwerkende kracht kent. Cultuurgoederen die vóór 1970 werden gestolen of geplunderd vallen daardoor buiten het kader van het Verdrag. Hierdoor is het in principe alleen van toepassing op hedendaagse roofkunst. Nederland en België ratificeerden het UNESCO-verdrag in 2009, waardoor het in beide landen alleen van toepassing is op cultuurgoederen die vóór dit jaar onwettig werden geïmporteerd of geëxporteerd.
In 1995 introduceerde de onafhankelijke intergouvernementele organisatie UNIDROIT een aanvulling op het UNESCO-verdrag: de UNIDROIT-conventie inzake gestolen of illegaal uitgevoerde cultuurobjecten (UNIDROIT-verdrag). In artikel 3 wordt restitutie gedefinieerd als het retourneren van een gestolen cultureel object, waarbij een ‘cultural object which has been unlawfully excavated or lawfully excavated but unlawfully retained shall be considered stolen’. Ook dit verdrag kent geen terugwerkende kracht en is alleen van toepassing op hedendaagse roofkunst. Zowel Nederland als België hebben het UNIDROIT-verdrag nooit geratificeerd.
Een voorbeeld van een spraakmakende restitutiekwestie is de restitutie van 17.000 antiquiteiten door de Verenigde Staten aan Irak in 2021. Na de val van Saddam Hoessein in 2003 werden er massaal kunstobjecten uit musea gestolen en archeologische locaties geplunderd. De Amerikaanse miljardair David Green verzamelde vele duizenden antiquiteiten en stelde ze tentoon in het in 2017 door hem geopende Museum of the Bible in Washington D.C.. Twee jaar na de opening werden de objecten door de politie in beslag genomen. In 2021 werden ze aan minister-president Mustafa al-Kadhimi  van Irak overhandigd.

## Restitutie van nazi-roofkunst

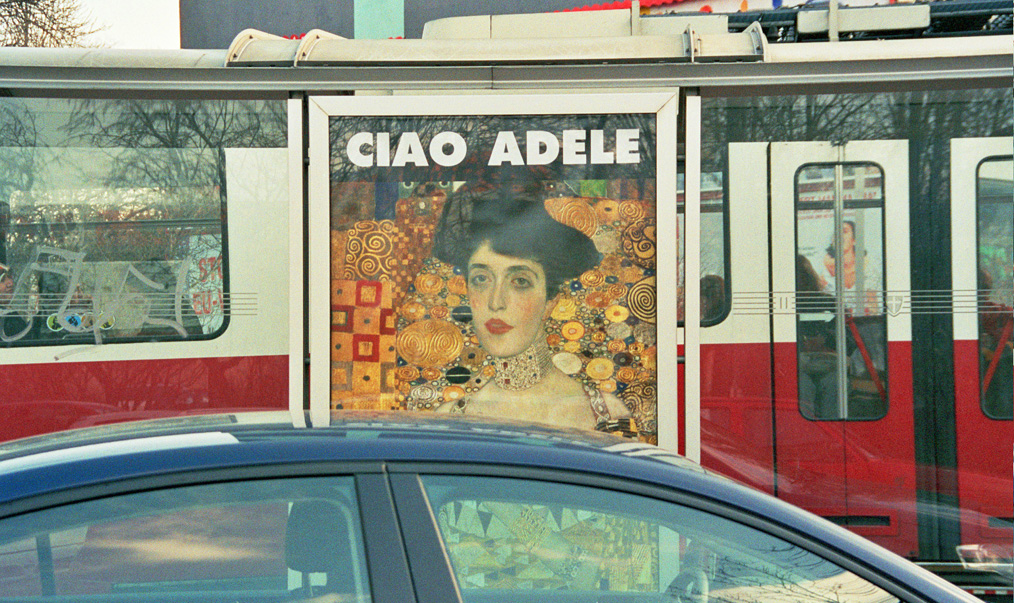
Poster in Wenen in 2006 als commentaar op de restitutie van Klimts schilderij door Oostenrijk aan de wettige erfgenaam Maria Altmann

Tijdens de Tweede Wereldoorlog hebben de nazi’s op grote schaal cultuurgoederen van veelal Joodse eigenaren geroofd. Veel van deze cultuurgoederen zijn over de hele wereld in het bezit gekomen van particulieren, staten en instituten. Slechts enkele landen hebben speciale wetgeving geïntroduceerd op grond waarvan een restitutievordering kan worden ingediend. Tsjechië heeft bijvoorbeeld een wet die claims voor de restitutie van nazi-roofkunst in staatsbezit mogelijk maakt. De claims worden behandeld door Tsjechische rechtbanken. Ondanks dat het bezit van nazi-roofkunst algemeen als onrechtmatig wordt beschouwd, maken de tekortkomingen van nationale wetgeving en internationale verdragen het terugvorderen van nazi-roofkunst vaak erg complex. Een beroemd voorbeeld van een geroofd kunstwerk dat pas na een langdurige juridische strijd aan de rechtmatige erfgenamen werd gerestitueerd, is het portret van Adèle Bloch-Bauer I van Gustav Klimt. Om restitutie eenvoudiger te maken, heeft er internationaal een verschuiving plaatsgevonden naar een soft law-aanpak. 
In Nederland is bijvoorbeeld speciaal beleid geïntroduceerd dat wordt uitgevoerd door de in 2001 ingestelde Adviescommissie Restitutieverzoeken Cultuurgoederen en Tweede Wereldoorlog, kortweg de Restitutiecommissie. Hier kunnen rechthebbenden een restitutieverzoek indienen. In 2008 bracht de Restitutiecommissie voor het eerst een bindend advies uit. Het betrof het schilderij Gebed voor de maaltijd van Jan Toorop, dat in het bezit was van het Zeeuws Museum. Het restitutieverzoek werd toegewezen. De rechthebbende stemde er echter mee in dat het museum het werk opnieuw kon kopen.
In België bestaat er tot op heden geen restitutiebeleid voor nazi-roofkunst. Voor restitutieverzoeken is daarom uitsluitend het Belgisch burgerlijk recht van toepassing. Dit is veelal in het voordeel van de feitelijke bezitter.  

## Restitutie van koloniale roofkunst

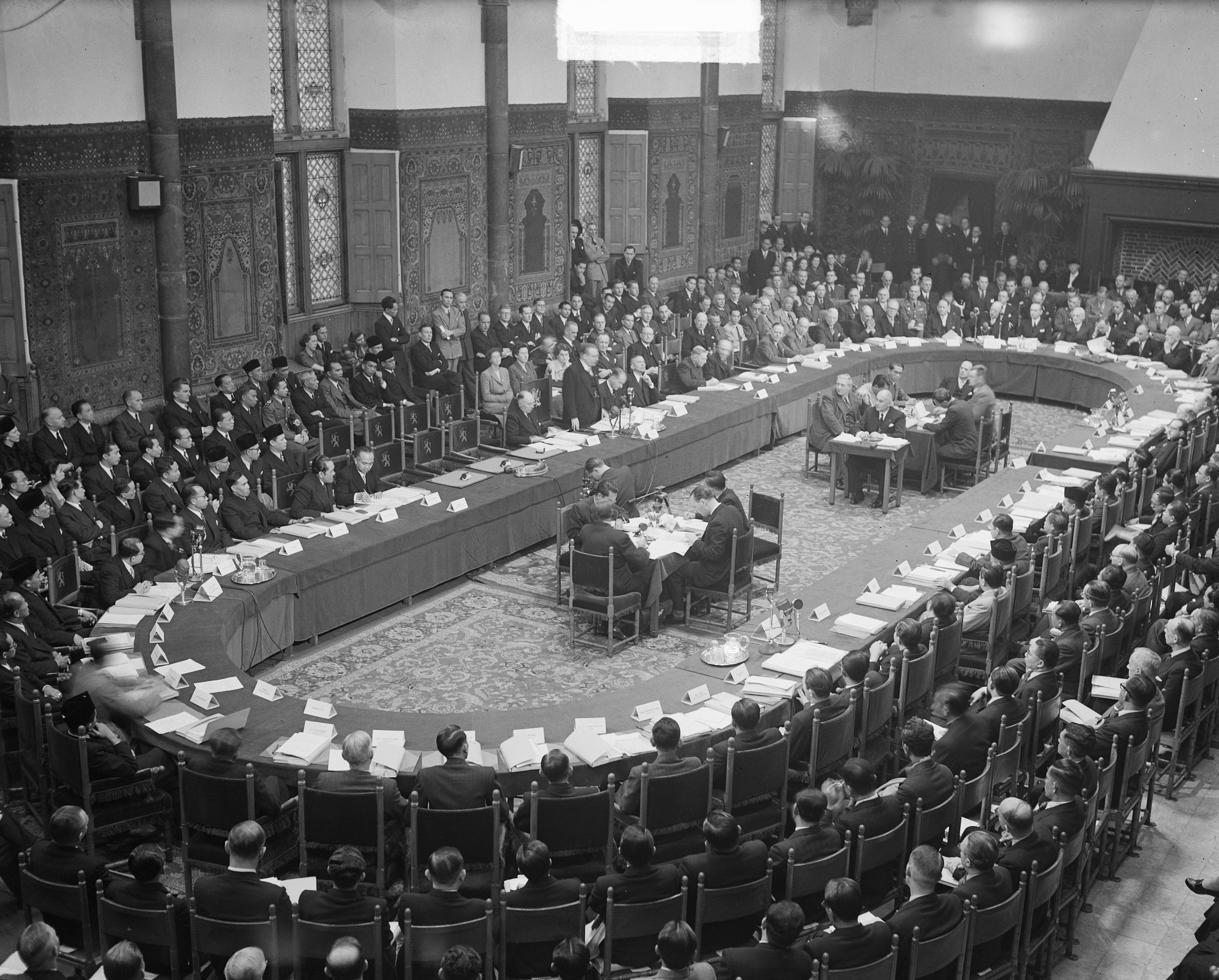
Nederlands-Indonesische rondetafelconferentie van 1949

Door de tekortkomingen van nationale wetgeving en internationale verdragen is het ook bij koloniale roofkunst voor rechthebbenden nagenoeg onmogelijk een restitutieclaim geldend te maken. Daar komt nog bij dat er binnen de koloniale context strikt juridisch gezien geen sprake is van onrechtmatigheid als cultureel erfgoed werd verplaatst in overeenstemming met de nationale en internationale wetgeving van die tijd. Restitutie kon daarom lange tijd alleen via bilaterale verdragen worden geregeld. Indonesië vorderde zo’n overeenkomst tijdens de Nederlands-Indonesische rondetafelconferentie van 1949. Dit leidde tot een concept overeenkomst die door beide landen echter nooit werd geratificeerd. Indonesië bleef het thema aanspreken, maar het officiële beleid van Nederland was ‘zoveel mogelijk de boot afhouden’.
De term restitutie was lange tijd problematisch voor staten en instituten die koloniale roofkunst in hun bezit hadden, omdat deze onrechtmatigheid impliceert en een schuldvraag opwerpt. Met name tijdens de dekolonisatiegolf na de Tweede Wereldoorlog was het eigen koloniale verleden voor veel voormalige koloniale grootmachten een gevoelig onderwerp. De terugkeer van een groot aantal koloniale objecten van België naar het toenmalige Zaïre in de jaren zeventig werd bijvoorbeeld pas mogelijk toen Zaïre de term ‘restitutie’ losliet en instemde met de term ‘schenking’. Hiermee werd de generositeit van de schenker benadrukt en kon België de schuldvraag omzeilen. Iets vergelijkbaars deed zich voor bij de onderhandelingen tussen Nederland en Indonesië. Nederland sprak liever van ‘overdracht’, omdat bij deze term het risico op juridische implicaties kleiner was.
Om aan de steeds luider wordende roep om restitutie van cultureel erfgoed van voormalige koloniën tegemoet te komen, werd in 1978 het Intergouvernementeel Comité van de UNESCO voor de bevordering van de teruggave van cultuurgoederen aan de landen van herkomst of de restitutie ervan in geval van onrechtmatige toe-eigening (ICPRCP) opgericht. Het was een poging het gebrek aan terugwerkende kracht van het UNESCO-verdrag te compenseren. Vanwege de gevoeligheid van de term restitutie introduceerde de Commissie van Experts op wiens advies het Comité werd opgericht de term teruggave. Het was een eerste stap richting een soft law-aanpak die in de praktijk vruchteloos bleek. Bij een beroemd restitutieverzoek van Sri Lanka aan diverse Europese landen oordeelde het ICPRCP dat dit uiteindelijk toch via bilaterale verdragen moest worden afgehandeld.
Pas onder invloed van het postkoloniaal debat dat in de jaren tien overal in Europa ontbrandde, begon er in Europa een werkelijke verschuiving naar soft law plaats te vinden. Nederland heeft inmiddels een officieel restitutiebeleid dat wordt uitgevoerd door de in 2022 ingestelde Commissie Koloniale Collecties. De Commissie is verantwoordelijk voor een case-by-casebehandeling van restitutieverzoeken en geeft vervolgens advies aan de staatssecretaris Cultuur en Media. In België heeft het parlement in 2022 de wet tot erkenning van het vervreemdbare karakter van goederen die verband houden met het koloniale verleden van de Belgische Staat en tot vaststelling van een juridisch kader voor de restitutie en teruggave ervan aangenomen. De wet is uitsluitend van toepassing op goederen uit voormalige Belgische koloniën.